# La Naissance d'Osiris

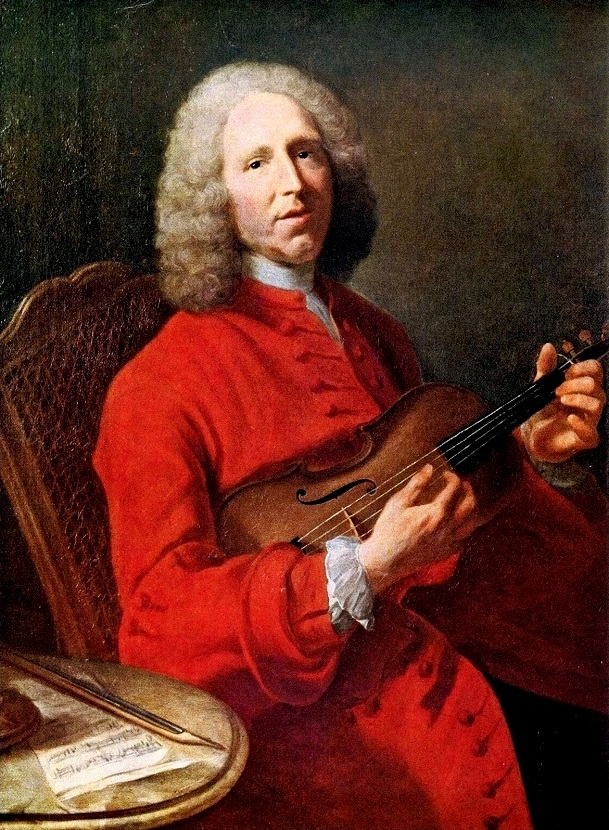
Jean-Philippe Rameau

La Naissance d'Osiris, ou La Fête Pamilie (Osiris födelse eller Pamylias fest) är en opera (acte de ballet) med musik av Jean-Philippe Rameau och libretto av Louis de Cahusac.

## Historia
Med stor säkerhet var Rameaus och Cahusacs tanke att La Naissance d'Osiris skulle bli en del av en opéra-ballet i tre akter med titeln Les beaux jours de l'Amour. De andra akterna skulle ha varit Nélée et Myrthis (ofullbordad och uppförd först på 1900-talet) och Anacréon (framförd separat den 23 oktober 1754 på slottet i Fontainebleau). 
La Naissance d'Osiris hade premiär den 12 oktober 1754 i Fontainebleau och var en del av firandet av prins Ludvig (den blivande Ludvig XVI av Frankrike) där den nyfödde prinsen fick symbolisera guden Osiris. Operan framfördes tillsammans med Rameaus Pigmalion och Les Incas de Pérou (andra akten av opéra-balleten Les Indes galantes).

## Personer
- Pamilie (sopran)[2]
- Un berger (en herde) (haute-contre)
- Le grand prêtre de Jupiter (Jupiters överstepräst) (basbaryton)
- Jupiter (baryton)
- Une bergère (en herdinna) (sopran)

## Handling
Jupiter stiger ned till sitt tempel för att förkunna för Pamilie och herdarna om Osiris födelse. Herdarna anordnar en fest.